# Sclerocopa heliochra
Sclerocopa heliochra is een vlinder uit de familie tastermotten (Gelechiidae). De wetenschappelijke naam van deze soort is voor het eerst geldig gepubliceerd in 1937 door Meyrick.
De soort komt voor in tropisch Afrika.